# You and Lee
You and Lee est un album du saxophoniste de jazz Lee Konitz enregistré et publié en 1959.

## Historique
Cet album, produit par Norman Granz, a été initialement publié en 1959 par le label Verve Records (MGV 8362)
Il a été enregistré à New York, le 29 et le 30 octobre 1959.

## Titres de l’album
Comme l'indique le jeu de mots du titre, tous les titres de l'album comportent le mot "You".
| No | Titre                               | Auteur                           | Durée |
| -- | ----------------------------------- | -------------------------------- | ----- |
| 1. | Ev'rything I've Got (Belong to You) | Richard Rogers, Lorenz Hart      | 4:47  |
| 2. | You Don't Know What Love Is         | Don Ray, Gene DePaul             | 4:19  |
| 3. | You're Driving Me Crazy             | Walter Donaldson                 | 4:11  |
| 4. | I Didn't Know About You             | Duke Ellington, Bob Russell (en) | 4:00  |
| 5. | You're Clear out of this World      | Harold Arlen, Johnny Mercer      | 4:08  |
| 6. | The More I See You                  | Harry Warren, Mack Gordon        | 3:39  |
| 7. | You Are Too Beautiful               | Richard Rogers, Lorenz Hart      | 4:09  |
| 8. | I'm Getting Sentimental over You    | George Bassman, Ned Washington   | 3:57  |

## Personnel
- Lee Konitz : saxophone alto
- Ernie Royal, Marky Markowitz, Phil Sunkel[1] : trompette
- Eddie Bert, Billy Byers : trombone
- Bill Evans : piano (pistes 1,2,4, 8) - séance du 29 octobre
- Jim Hall : guitare (pistes 3, 5, 6, 7) - séance du 30 octobre
- Sonny Dallas : contrebasse
- Roy Haynes : Batterie
- Jimmy Giuffre : arrangement et direction

## Note
1. ↑  Phil Sankel (sic) sur la pochette du disque original